# Intelligenzblatt

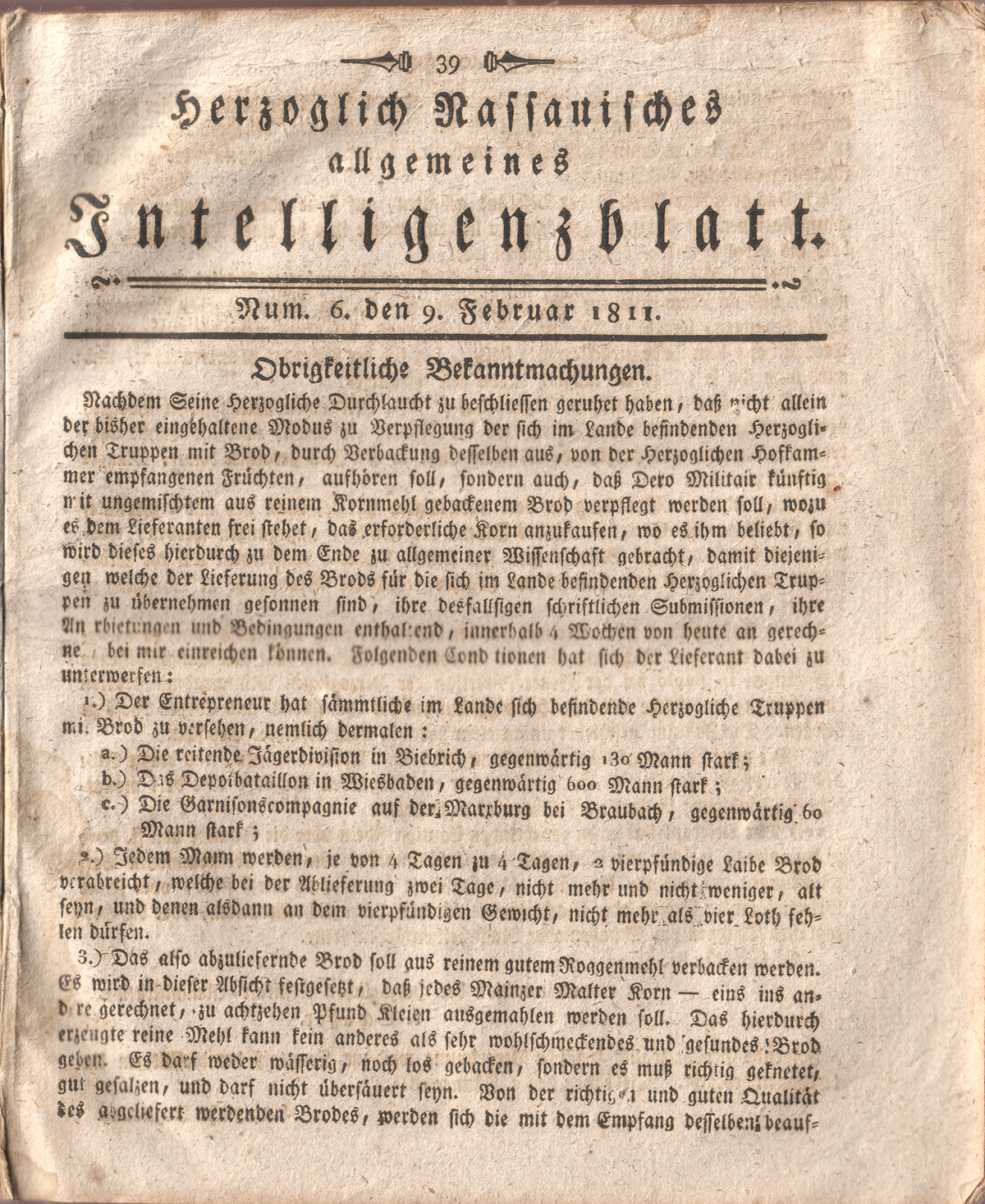
Herzoglich Nassauisches allgemeines Intelligenzblatt für das Jahr 1811, 530 Seiten.

Ein Intelligenzblatt (vergleiche englisch intelligence ‚Nachricht‘) war seit dem 18. Jahrhundert ein amtliches Mitteilungsblatt nach englischem Vorbild mit Bekanntmachungen wie Gerichtsterminen, Ausschreibungen, Konkursen, Zwangsversteigerungen, Listen der in den Hotels abgestiegenen Fremden u. a. sowie geschäftlichen und privaten (Klein-)Anzeigen, u. a. Vermietungs-, Verkaufs- und Familienanzeigen (Geburts-, Hochzeits- und Sterbe-Anzeigen). Das Intelligenzblatt war die erste Form eines Anzeigenblattes.
Das Wort „Intelligenz“ (lateinisch intellegere ‚Einsicht nehmen‘, ‚verstehen‘) im Namen der Publikationen bedeutete „Nachrichten“ oder „Informationen“.

## Erscheinungsformen
Sie entstanden zunächst als selbständige Publikationen, da die eigentlichen „Zeitungen“ nur politische, literarische und andere Artikel veröffentlichten, aber keine Anzeigen.
Bald erkannten aber auch die „Zeitungen“ die große Einnahmequelle, die Bekanntmachungen und Anzeigen darstellen. Spätestens mit Beginn des 19. Jahrhunderts legten sich nicht nur die politischen Tages- und Wochenzeitungen, sondern auch die meisten literarischen und wissenschaftlichen Fachzeitschriften vom redaktionellen Teil nur noch formal getrennte Anzeigen-Beilagen zu. Diese trugen die verschiedensten Namen wie „Intelligenzblatt zum Morgenblatt“, „Mindenscher Öffentlicher Anzeiger, Beilage zum 26sten Stück des Sonntagsblatts vom ...“ o. ä.

## Geschichte

### 17. bis 19. Jahrhundert

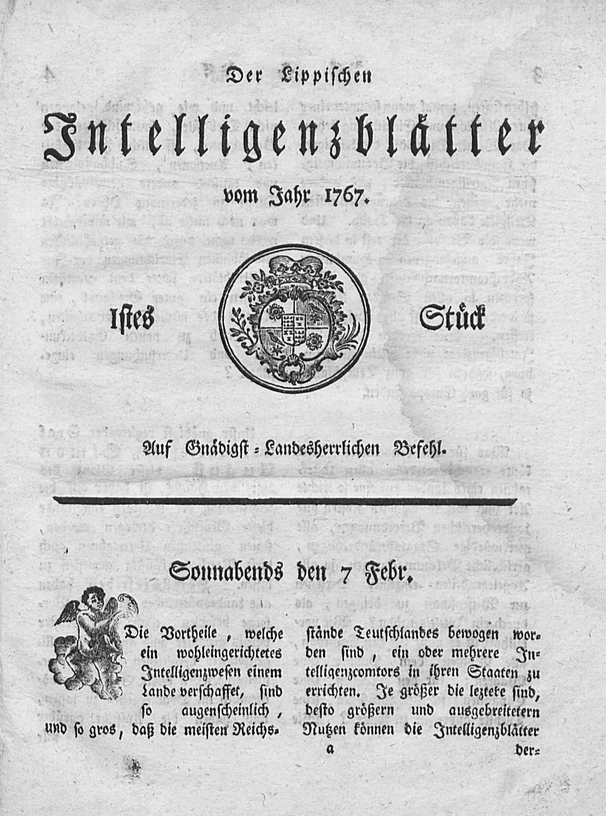
Erstausgabe des Lippischen Intelligenzblattes vom 7. Februar 1767

Ihre Geschichte begann in Frankreich. Um 1630 eröffnete der Pariser Arzt Théophraste Renaudot (1586–1653) ein Annoncenbüro („bureau d’adresses“). Eigentlich sollte es eine gemeinnützige Jobbörse für Vagabunden werden, etablierte sich aber als Infobörse für alle Art von Käufen, Verkäufen, offenen Stellen oder Reiseangelegenheiten. Die Nachfrage war so groß, dass die Angebote ab 1631 als Feuille du bureau d’adresses („Blatt des Adressenbüros“) periodisch publiziert werden durften und auch kostenlos verteilt wurden.
In England erschien ab 1637 der Public Advertiser, und das erste Intelligenzblatt in deutschsprachigen Gebieten am 1. Januar 1722 in Frankfurt am Main die Wochentliche Frag- und Anzeigungs-Nachrichten, dieses wurde zu zwei Dritteln aus den Anzeigen finanziert. Bis circa 1840 war das Anzeigenmonopol häufig den Intelligenzblättern staatlich zugeordnet. Dass in der Regel nur Anzeigen publiziert werden durften, hatte auch Vorteile: Intelligenzblätter blieben zum Beispiel von der napoleonischen Zeitungs-Verbotswelle des Jahres 1810 verschont.
Die seit 1727 in Preußen und anderen deutschen Staaten erschienenen Intelligenzblätter unterlagen dem so genannten Insertionszwang, einem Anzeigenmonopol für das jeweilige Verbreitungsgebiet. Außerdem waren alle Staatsangestellten zum Abonnement (Abonnementszwang) verpflichtet.
Zusammen wurden beide Maßnahmen als Intelligenzzwang bezeichnet, den Preußen am 6. Januar 1727 einführte. Andere Publikationen durften diese Anzeigen erst veröffentlichen, wenn sie bereits im jeweiligen Intelligenzblatt veröffentlicht waren. Damit waren die Intelligenzblätter eine lukrative Geldquelle für den Staat. Der Pflichtbezug wurde 1810 abgeschafft und der Insertionszwang 1850. In Preußen wurden die Intelligenzblätter bereits 1811 im Zuge der Reformen abgeschafft. Die meisten verschwanden durch die Einführung der Gewerbefreiheit 1848.
Um Leser an das Blatt binden zu können, wurden nach einigen Jahren auch unterhaltende, belehrende und sogar politische Artikel beigefügt. Sie wurden teilweise sogar zu journalähnlichen Zeitschriften, in der Tradition der Moralischen Wochenschriften. Noch später wurde das Intelligenzblatt auch zu einem Forum von Gesellschaftskritik. Viele Intelligenzblätter reiften somit zu Zeitungen. So entstand 1886 aus dem 1854 erstmals für bayerische Ärzte herausgegebenen Ärztlichen Intelligenzblatt die Münchener Medizinische Wochenschrift. Hohe Auflagenzahlen hatten die Intelligenzblätter nicht, das lag aber hauptsächlich an der ausschließlichen regionalen Verbreitung.

### 20. Jahrhundert
Der Name „Intelligenzblatt“ war bis etwa 1930 gebräuchlich. Der Historiker Friedrich Huneke verzeichnet 188 Gründungen an 166 Orten. Sein Kollege, der Bremer Presseforscher Professor Holger Böning, schätzt ihre Zahl auf mindestens 220 allein im 18. Jahrhundert (deutschsprachiger Raum). Auflagen von 500 bis 1000 Exemplaren waren der Durchschnitt, höhere waren keine Seltenheit. Allein 17.000 Exemplare betrug die wöchentliche Gesamtauflage der preußischen Intelligenzblätter 1806. Die Zeitschriftendatenbank weist rund 560 aus.

### 21. Jahrhundert
Das letzte „Intelligenzblatt“ Deutschlands wird in Dorfen (Bayern) herausgegeben. Es ist eine reine Anzeigenzeitung, wie zu Beginn der Geschichte.
Zeitungen und Zeitschriften mit hohem Anspruch an die Leser, wie FAZ, Süddeutsche Zeitung und Der Spiegel, werden auch heute noch halb scherzhaft, teilweise auch in Unkenntnis der ursprünglichen Begriffsbedeutung, als „Intelligenzblätter“ bezeichnet.

## Goethe und die „Blättchen“
Schon 1774 entwarf Johann Wolfgang von Goethe im Urfaust die noch heute im Faust enthaltene Szene, in der Mephisto für Faust die Bekanntschaft mit Margarethe über deren Nachbarin Frau Marthe Schwerdtlein vermittelt. Mephisto gibt sich als Bote von dem seit Jahren als Söldner („Malta“) verschollenen Ehemann Schwerdtlein aus: „Ihr Mann ist tot und läßt Sie grüßen!“ Frau Schwerdtlein verlangt eine Todesbescheinigung o. Ä. mit der Begründung: „... möcht’ ihn doch gerne tot im Blättchen lesen.“
„Blättchen“ kann sich 1774 nur auf Intelligenzblatt beziehen. Frau Schwerdtleins Äußerung bedeutet, dass sie großen Wert auf die Veröffentlichung einer Todesmeldung oder Todesanzeige in ihrem örtlichen Intelligenzblatt legt. Goethe charakterisiert damit Frau Schwerdtlein dahin, dass sie als Frau nicht nur lesen kann, also für ihre Zeit überdurchschnittlich gebildet ist, sondern als Frau sogar schon 1774 eifrige Leserin eines Intelligenzblattes ist. Gleichzeitig zeigt Goethe, dass sie so klug und intelligent ist, auf die plumpe Behauptung Mephistos nicht hereinzufallen, sondern einen schriftlichen amtlichen Beweis verlangt. Allgemein lässt Goethe so schon für 1774 eine beträchtliche Verbreitung der Intelligenzblätter erkennen, sowie, dass Todesanzeigen bereits ein bedeutendes gesellschaftliches Statussymbol waren.
Es ist allerdings nicht ausgeschlossen, dass die Szene lediglich satirisch gemeint ist, dass Goethe in Frau Schwerdtlein antifeministisch und höhnisch emanzipierte bürgerliche Frauen karikieren wollte, die lesen und schreiben können und sogar die „Blättchen“ lesen.

## Intelligenzblätter als Geschichtsquelle
Während die Literatur- und Politikwissenschaften traditionell geringschätzig über die Intelligenzblätter wegen des vermeintlichen Fehlens von hochgeistigen politischen, literarischen oder anderen Artikeln in ihnen urteilen, hat die Presse- und Kommunikationsgeschichtsschreibung sich immer mit den Intelligenzblättern befasst. Insbesondere hat die Geschichte der Anzeige und des Inseratenwesens wissenschaftliche und unterhaltend-kulturgeschichtliche Darstellungen erfahren. Zudem hätte genauere Kenntnisnahme von Intelligenzblättern des 19. Jahrhunderts auf die nicht selten dort veröffentlichten historischen, biographischen, auch literaturhistorischen, nach der 1848 errungenen Pressefreiheit auch zeitpolitischen Abhandlungen stoßen können.
So hat mittlerweile die moderne Sozial-, Wirtschafts- und Kulturgeschichte die Intelligenzblätter als bedeutende und reiche Geschichtsquelle entdeckt. Die darin veröffentlichten Bekanntmachungen und Anzeigen gewähren tiefe Einblicke in jeden nur denkbaren Aspekt des öffentlichen wie privaten gesellschaftlichen und kulturellen Lebens, der Theatervorstellungen, der Bücherausleihen, der medizinischen Versorgung, des Warenangebots und der Konsumgewohnheiten, der Moden, der Firmen- und Unternehmensgeschichte, der Biographie und Familiengeschichte. Allgemein bestätigen sie den von Goethe in der Faust-Szene – gewollt oder ungewollt – erweckten Eindruck, dass das Bürgertum sich im 18. und im 19. Jahrhundert über die Intelligenzblätter eine immer mehr wachsende Öffentlichkeit und Medienpräsenz und damit Bedeutung im öffentlichen Leben verschaffte.

## Digitalisate
- Münsterisches Intelligenzblatt. Münster, Aschendorff, 1763–1849 Digitalisat
- Gnädigst privilegirtes Ehrenbreitsteiner Intelligenzblatt. Ehrenbreitstein, Hofbuchdruckerey, 1807–1808 Digitalisat
- Paderbornsches Intelligenzblatt, 1774–1849
- Intelligenzblatt für die Stadt Bern (Schweiz), digital abrufbar 1834–1922
- Herzoglich-nassauisches allgemeines Intelligenzblatt, 1809–1866
- Lippische Intelligenzblätter, alle Ausgaben von 1767 bis 1808 in digitalisierter Fassung bei der Lippischen Landesbibliothek
- Fürstlich-Lippisches Intelligenzblatt, alle Ausgaben von 1809 bis 1842 in digitalisierter Fassung bei der Lippischen Landesbibliothek